# Чемпионат Италии по мини-футболу
Чемпионат Италии по мини-футболу (итал. Campionato italiano di calcio a 5) — профессиональная мини-футбольная лига в Италии. Чемпион определяется в результате плей-офф. Проводится с 1983 года. Высшим дивизионом является Серия A1, затем следуют Серия A2 и Серия B.

## Участники сезона 2009-10
- Арциньяно Грифо (из Арциньяно)
- Аугуста (из Аугусты)
- Атиессе (из Куарту-Сант’Элены)
- Бишелье (из Бишелье)
- СК Кальяри (из Кальяри)
- Каос Футзал (из Сан-Ладзаро-ди-Савена)
- Лацио (из Рима)
- Лупаренсе (из Сан-Мартино-ди-Лупари)
- Марка Футзал (из Кастельфранко-Венето)
- Монтезильвано (из Монтезильвано)
- Наполи (из Кастелламмаре-ди-Стабия)
- Наполи Барресе (из Неаполя)
- Наполи Весево (из Кастелламмаре-ди-Стабия)
- Пескара (из Пескары)

## Победители
- 1983/1984 — Рома Барилла (из Рима)
- 1984/1985 — Рома Барилла (из Рима)
- 1985/1986 — Ортана Грифус (из Орте)
- 1986/1987 — Марино Кальчетто (из Марино)
- 1987/1988 — Рома РКБ (из Рима)
- 1988/1989 — Рома РКБ (из Рима)
- 1989/1990 — Рома РКБ (из Рима)
- 1990/1991 — Рома РКБ (из Рима)
- 1991/1992 — БНЛ Кальчетто (из Рима)
- 1992/1993 — СК Торрино (из Рима)
- 1993/1994 — СК Торрино (из Рима)
- 1994/1995 — БНЛ Кальчетто (из Рима)
- 1995/1996 — БНЛ Кальчетто (из Рима)
- 1996/1997 — БНЛ Кальчетто (из Рима)
- 1997/1998 — Лацио (из Рима)
- 1998/1999 — Торино (из Турина)
- 1999/2000 — Генцано (из Генцано)
- 2000/2001 — Рома РКБ (из Рима)
- 2001/2002 — Фурпиле Прато (из Прато)
- 2002/2003 — Фурпиле Прато (из Прато)
- 2003/2004 — Арциньяно Грифо (из Арциньяно)
- 2004/2005 — Перуджа (из Перуджи)
- 2005/2006 — Арциньяно Грифо (из Арциньяно)
- 2006/2007 — Альтер эго Лупаренсе (из Сан-Мартино-ди-Лупари)
- 2007/2008 — Альтер эго Лупаренсе (из Сан-Мартино-ди-Лупари)
- 2008/2009 — Альтер эго Лупаренсе (из Сан-Мартино-ди-Лупари)
- 2009/2010 — Монтезильвано (из Монтезильвано)
- 2010/2011 — Марка Футзал (из Кастельфранко-Венето)

### Итого
- Рома РКБ: 5 (1988, 1989, 1990, 1991, 2001)
- БНЛ Кальчетто: 4 (1992, 1995, 1996, 1997)
- Лупаренсе: 3 (2007, 2008, 2009)
- Рома Барилла: 2 (1984, 1985)
- СК Торрино: 2 (1993, 1994)
- Фурпиле Прато: 2 (2002, 2003)
- Арциньяно Грифо: 2 (2004, 2006)
- Ортана Грифус: 1 (1986)
- Марино Кальчетто:1 (1987)
- Лацио:1 (1998)
- Торино:1 (1999)
- Генцано:1 (2000)
- Перуджа:1 (2005)
- Монтезильвано: 1 (2010)
- Марка Футзал: 1 (2011)